# Scaphiella scutata
Scaphiella scutata är en spindelart som beskrevs av Arthur M. Chickering 1968. Scaphiella scutata ingår i släktet Scaphiella och familjen dansspindlar. Inga underarter finns listade i Catalogue of Life.